# Гайнувка
Гайнувка (пол. Hajnówka, біл. Га́йнаўка), також Гайні́вка — місто в східній Польщі, на західній межі Біловезької Пущі. Адміністративний центр Гайновського повіту Підляського воєводства. Неформальний центр білоруської громади Польщі.

## Історія
Гайновка заснована у XVIII столітті як поселення лісного стражника під назвою Гайновщина. Тоді вона належала до Берестейського воєводства Великого князівства Литовського. У XIX столітті Гайновка згадується як село. Під час Першої світової війни у Гайновці німці заснували осередок перероблювання дерева з Біловезької Пущі. У 1950 році Гайновка отримала міські права, а у 1954—1975 роках та з 1999 року місто є центром Гайновського повіту.

## Демографія
Демографічна структура станом на 31 березня 2011 року:
|          | Загалом | Допрацездатний вік | Працездатний вік | Постпрацездатний вік |
| -------- | ------- | ------------------ | ---------------- | -------------------- |
| Чоловіки | 10605   | 1800               | 7516             | 1289                 |
| Жінки    | 11669   | 1809               | 6982             | 2878                 |
| Разом    | 22274   | 3609               | 14498            | 4167                 |

Станом на 30 червня 2012 року у Гайновці мешкала 22 031 особа.
У 1921 році населення села становило 748 осіб, а промислової осади — 287 осіб. У 1937 році населення осади становило вже 11 тис. осіб. У 1988 році в місті мешкало 23 085 осіб. Крім українців і поляків, яких за припущенням Юрія Гаврилюка було близько 30 %, у Гайновці мешкають білоруси, які переселилися із сусідніх гмін (зокрема, з Біловежі, Наровки та інших).

### Українці в Гайновці
З 1922 у Гайновці працювала група інтернованих вояків Армії УНР. Група складалася з колишніх вояків 1-ї Запорізької, 4-ї Київської Дивізій УНР та Херсонської дивізії Армії УНР. У 1920-их роках ветеранська громада складала 250 чоловік під керівництвом сотника Прокопа Моркотуна. До її складу входив відомий хорунжий Василь Луцик, який згодом виїхав до російської зони окупації України.

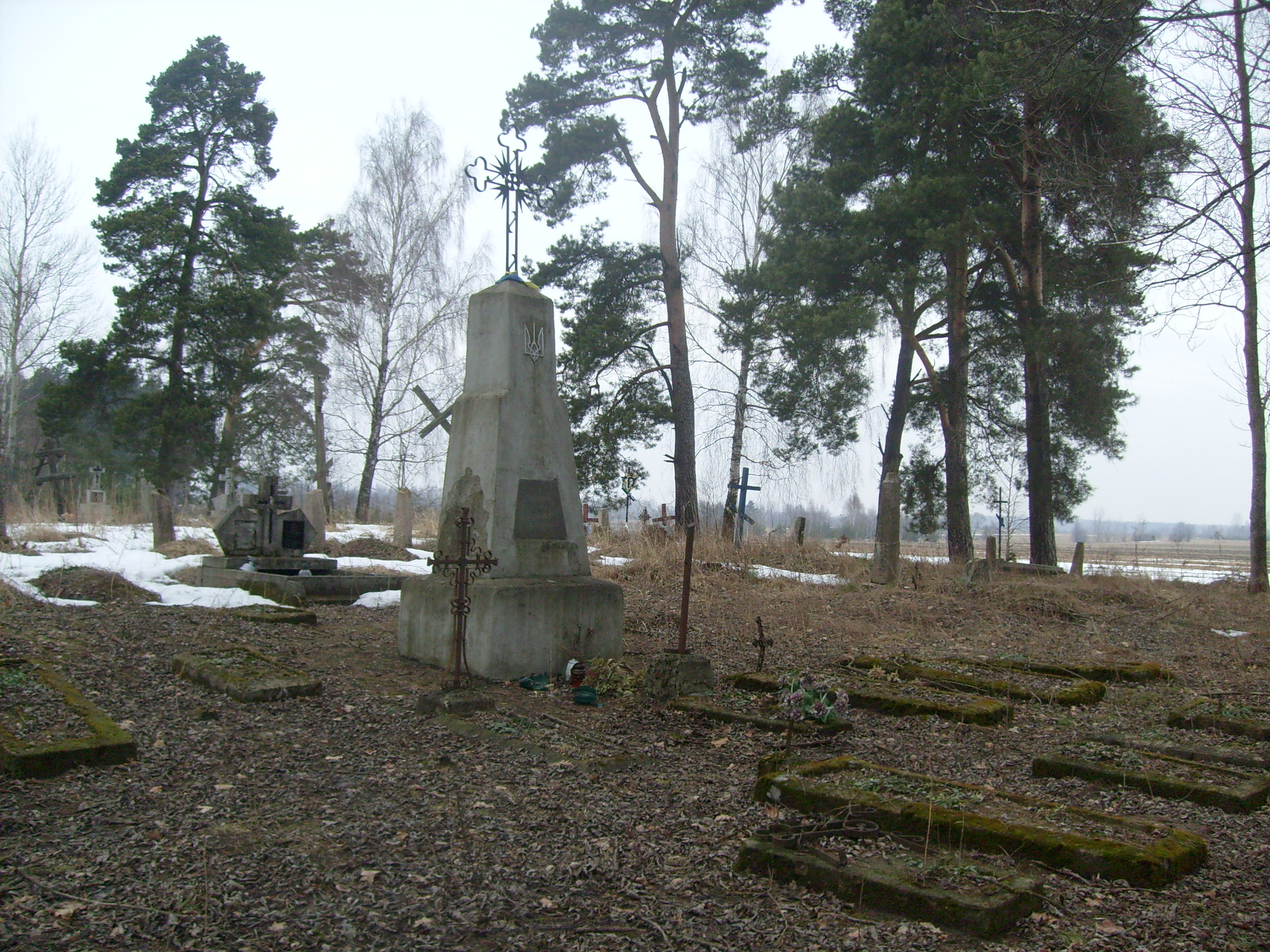
Поховання вояків Армії УНР на цвинтарі в Дубінах, 2010 р.

На православному цвинтарі є група поховань українських вояків, а могила козака Армії УНР Григорія Ковальчука (*02.02.1900 — †13.05.1973) знаходиться на території церкви Св. Дмитра.
До серпня 1923 р. в Гайновці засновано відділ УЦК, яке діяло до початку Другої світової війни у 1939 році. Першим головою відділу УЦК у Гайновці був Прокіп Моркотун, заступником Іван Кононенко, а секретарем Василь Корніїв.
На православному кладовищі могили вбитих у 1941—1943 рр., у тому числі Петра Шевчука (1895—1941), воїна армії УНР, убитого нацистами
У міжвоєнні роки в Гайновці вирувало активне громадсько-культурне життя української громади. Щороку у березні організовувалися Шевченківські свята, панахиди у церкві в селі Дубини, вистави і концерти в театрі.
У травні 1931 року на цвинтарі в Дубинах був встановлений триметровий монумент з залізним хрестом. Пам'ятник побудований за кошти громади і присвячений Борцям за Україну. На цвинтарі спочило біля 30-ти колишніх старшин і козаків Армії УНР, відомі імена кількох: сотник Пилип Барський, Бідненко, Борботко, Булгарський, Ганін, Резнік.
На 1933 рік у Гайновці відкрилась початкова українська школа для дітей, учителькою якої була Романова. Також діяв дитячий садок на 50 дітей.
З початком світової війни українські організації Гайновки перестала існувати. Частина громади емігрувала на Захід, інші були депортовані репресивними радянськими органами.
У 1987 році у місті засновано гурток Українського суспільно-культурного товариства.

### Білоруська мова

Поховання вояків Армії УНР на цвинтарі в Дубінах. Після ремонту пам'ятника Союзом українців Підляшшя, 2017 р.

В 2007 році в гміні (і однойменному місті Гайновка) було прийнято білоруську мову, як регіональну мову.

## Релігія
У міжвоєнний період польська адміністрація тривалий час не давала дозволу на відкриття у селі православної парафії. У 1936 році священик парафіяльної церкви в Дубинах (до якої належало село Гайновка) отримав дозвіл на проведення душпастирських послуг в осаді. Парафія у самій Гайновці заснована у 1942 році, коли було перероблено будинок лісника на церкву Святого Миколи. У 1953 році на Гайновському цвинтарі побудовано церкву Всіх Святих, а в 1972 році почалося будівництво мурованої церкви Святої Трійці (сьогодні є парафіяльною святинею). Церква Святого Миколи у 1984 році розібрана та перенесена на місце спаленої місцевої церкви у селі Чижі.

## Уродженці
- Андросюк Міхал (* 1959) — білоруський письменник, журналіст, активний діяч білоруської діаспори у Польщі.
- Міра Лукша (нар. 1958) — білоруська письменниця.

## Галерея

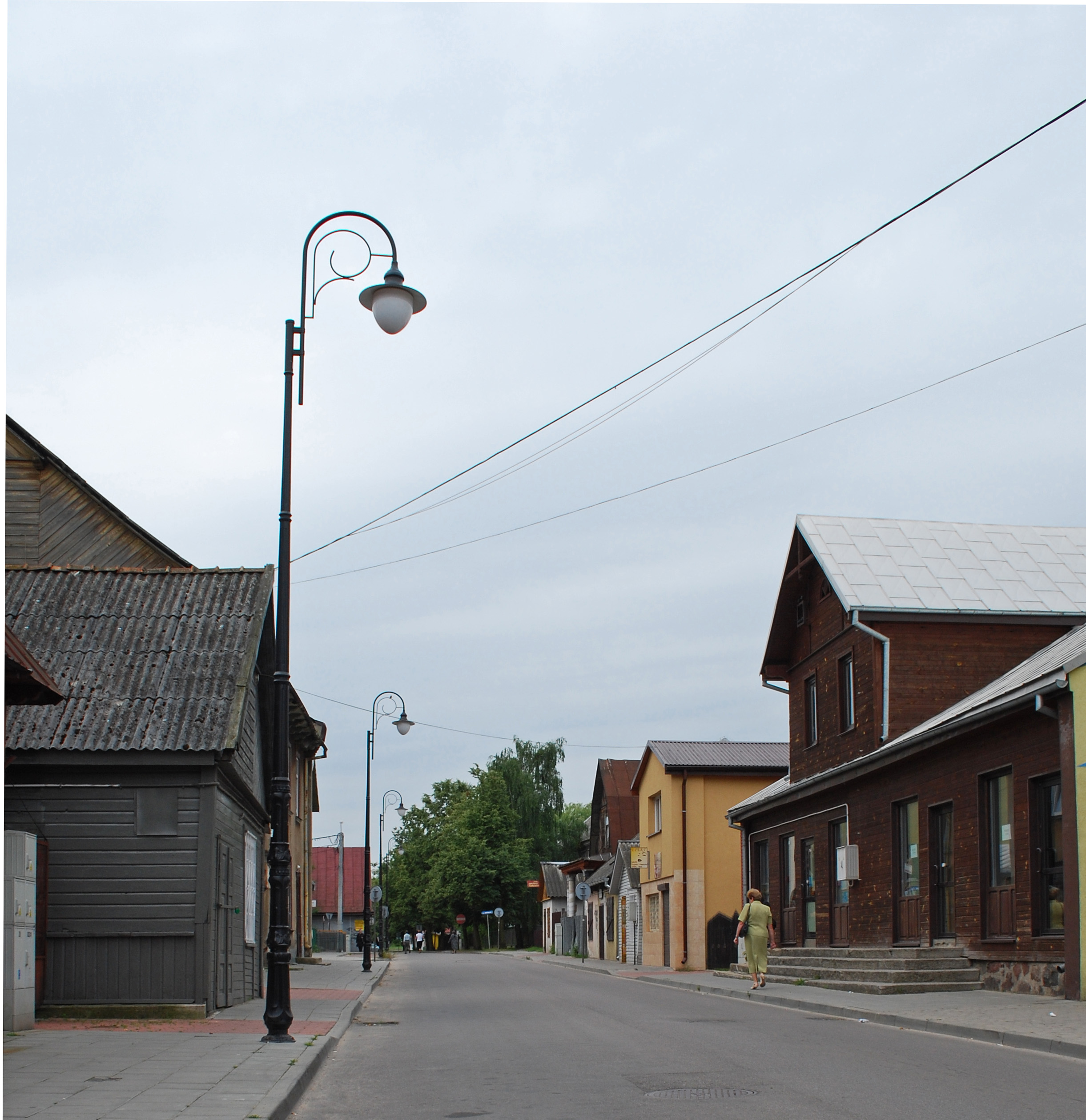
Будинки 1930-х років
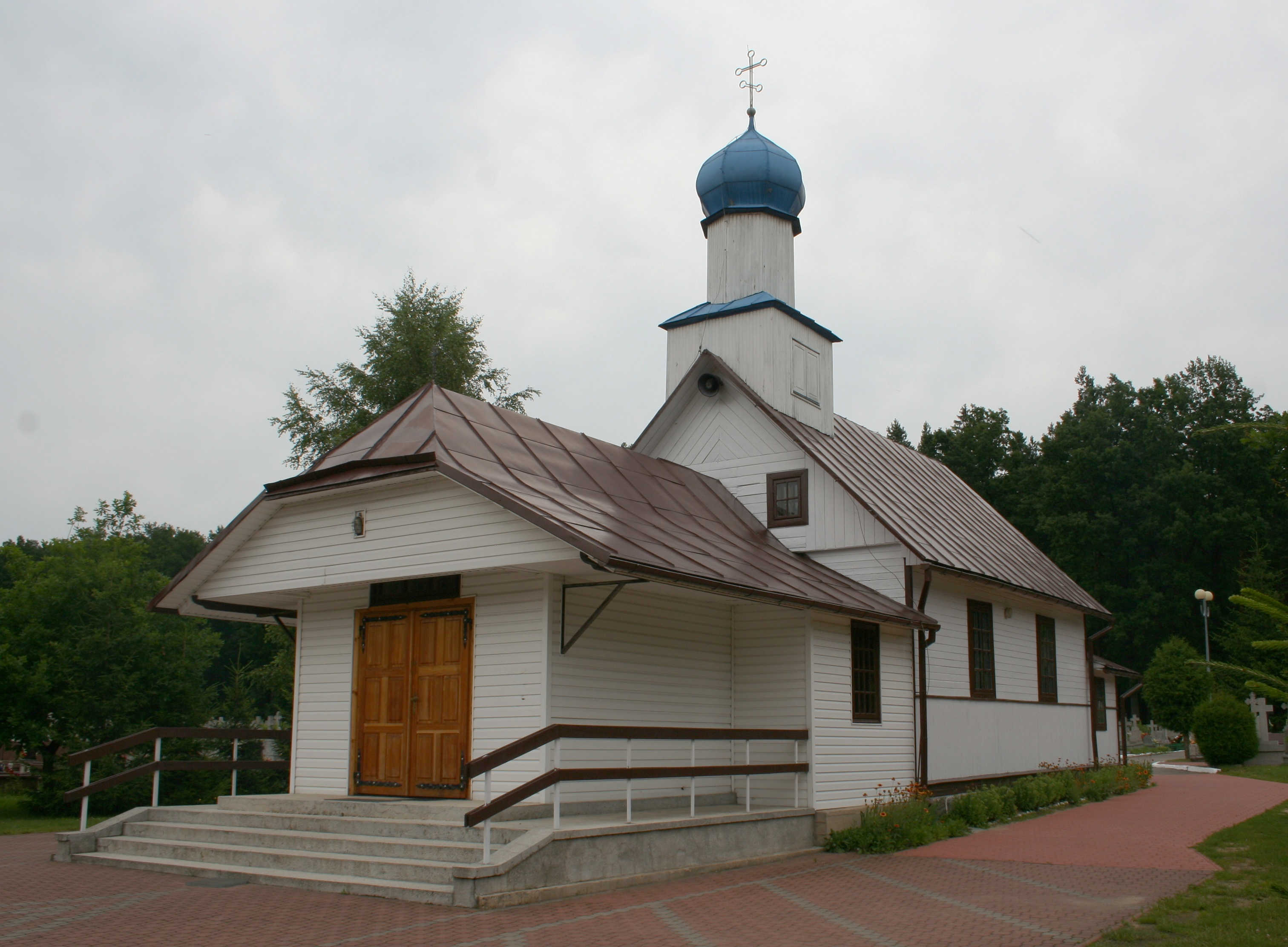
Православна церква Всіх Святих на цвинтарі
Православна церква Святої Трійці
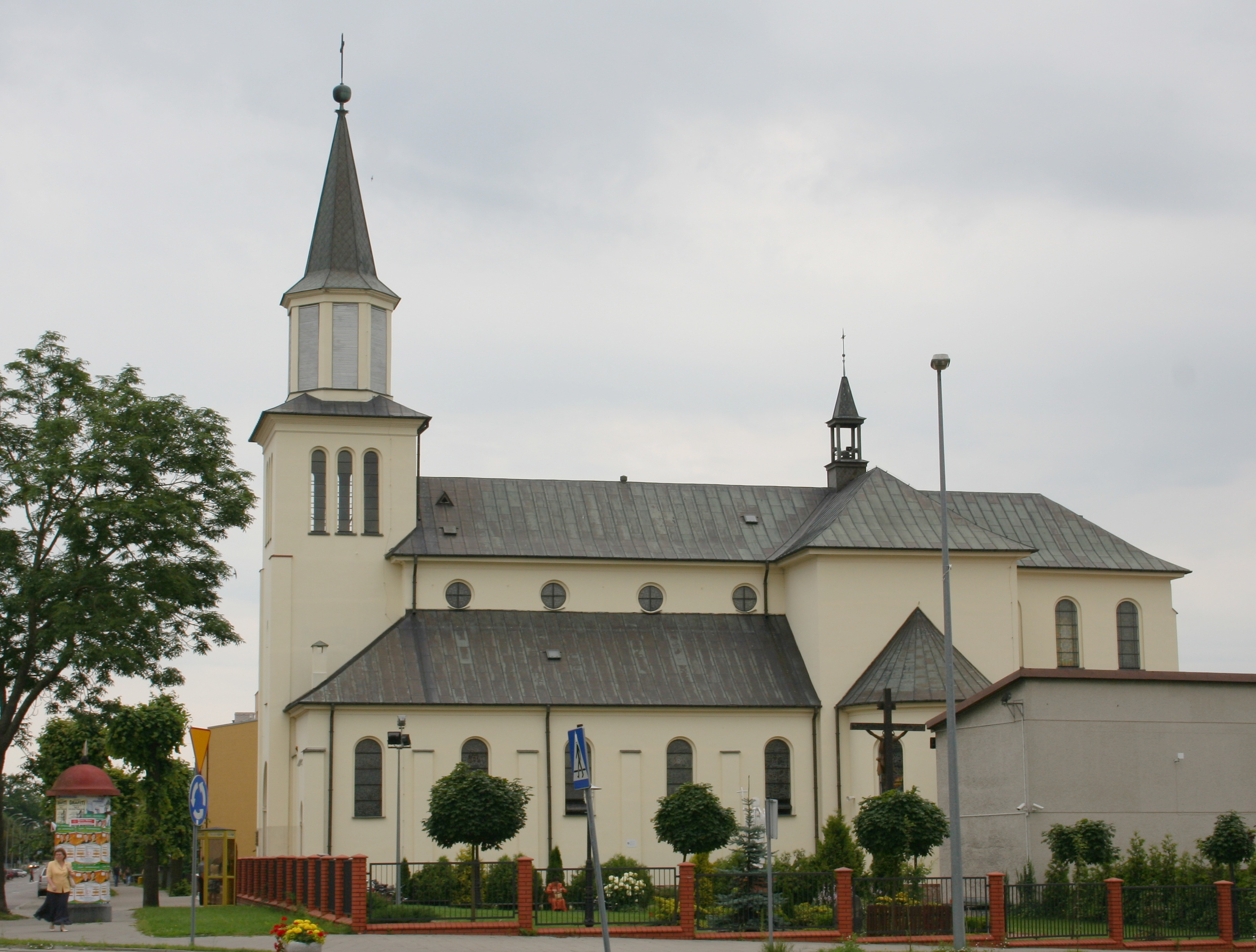
Костел Воздвиження Святого Хреста